# روجيريو بينهيرو
روجيريو بينهيرو (بالبرتغالية: Rogério Pinheiro‏) (21 أبريل 1972 في البرازيل - ) هو لاعب كرة قدم برازيلي في مركز الدفاع. لعب مع أتلتيكو مينييرو وبوتافوغو ريغاتاس وبوهانغ ستيلرز وجمعية بورتوغيزا الرياضية ونادي ساو باولو ونادي فاسكو دا غاما ونادي فلومينينسي ونادي فيغورينسي ونادي جيونجنام ‏.

## وصلات خارجية
- روجيريو بينهيرو على موقع دوري كوريا الجنوبية (الإنجليزية)
- روجيريو بينهيرو على موقع قاعدة بيانات كرة القدم.إي يو (الإنجليزية)